# Thunder (banda)
Thunder es una banda inglesa de Hard Rock. Se formaron en 1989 cuando la agrupación "Terraplane" se separó, dejando la tarea al vocalista Danny Bowes y al guitarrista Luke Morley de formar una nueva banda. Junto al baterista 'Harry' James, al bajista Mark 'Snake' Luckhurst y al teclista Ben Matthews formaron la alineación original de Thunder. Pese a ser una banda inglesa, son muy populares en Japón.

## Miembros
- Danny Bowes - voz (1980-2000, 2002-2009, 2011-presente)
- Luke Morley - guitarra (1980-2000, 2002-2009, 2011-presente)
- Gary 'Harry' James - batería (1983-2000, 2002-2009, 2011-presente)
- Ben Matthews - teclados (1989-2000, 2002-2009, 2011-presente)
- Chris Childs - bajo (1996-2000, 2002-2009, 2011-presente)

Cronología

## Discografía
- Backstreet Symphony - 1990
- Laughing on Judgement Day - 1992
- Behind Closed Doors - 1995
- The Thrill of It All - 1997
- Giving the Game Away - 1999
- Shooting at the Sun - 2003
- The Magnificent Seventh - 2005
- Robert Johnson's Tombstone - 2006
- Bang! - 2008
- Wonder Days - 2015
- Rip It Up - 2017
- Please Remain Seated - 2019
- All The Right Noises - 2021
- Dopamine - 2022